# Bathyaethiops greeni
Bathyaethiops greeni är en fiskart som beskrevs av Fowler, 1949. Bathyaethiops greeni ingår i släktet Bathyaethiops och familjen Alestidae. IUCN kategoriserar arten globalt som livskraftig. Inga underarter finns listade.